# هنو عیوضی
هنو عیوضی  بازیکن فوتبال بازنشسته در پست ارمنی‌تبار اهل ایران است که در لیگ استان تهران بازی کرده است.

## باشگاهی
از باشگاه‌هایی که در توپ زده‌است می‌توان آرارات تهران را اشاره کرد.